# Leopard Tamakuma

Leopard Tamakuma - japanischer Boxer

Leopard Tamakuma (jap. レパード玉熊, Repādo Tamakuma; * 25. Januar 1964 in Aomori, Präfektur Aomori, Japan), eigentlich Yukihito Tamakuma (玉熊 幸人, Tamakuma Yukihito), ist ein ehemaliger japanischer Boxer im Fliegengewicht.

## Profikarriere
Im Jahre 1983 begann er erfolgreich seine Profikarriere. Am 29. Juli 1990 boxte er gegen Yul-Woo Lee um die WBA-Weltmeisterschaft und gewann durch technischen K.o. in Runde 10. Diesen Gürtel verlor er allerdings bereits in seiner zweiten Titelverteidigung an Elvis Álvarez im März des darauffolgenden Jahres nach Punkten. 
Nach dieser Niederlage beendete Tamakuma seine Karriere.